# Tercer viaje de Colón

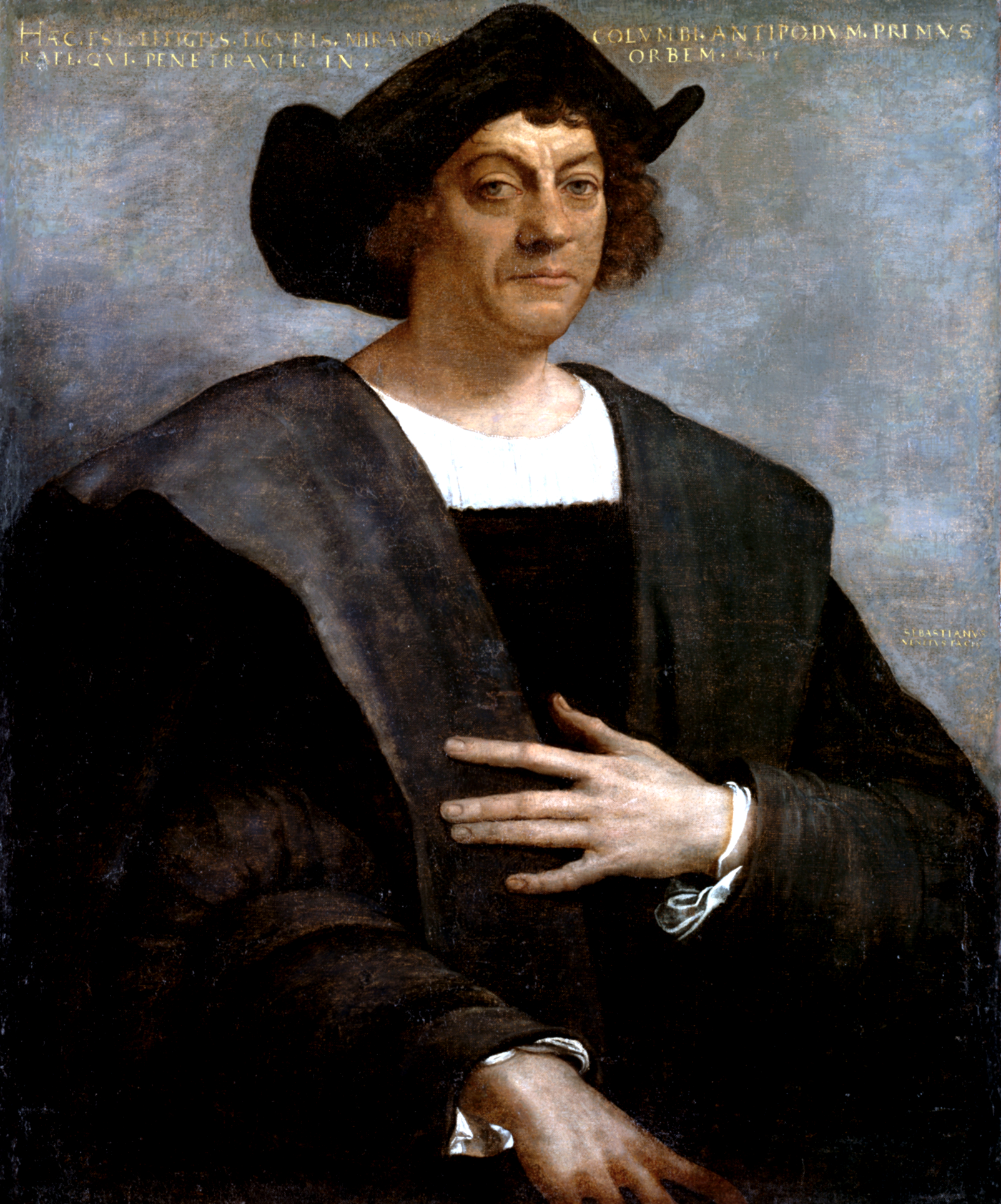
Retrato de Cristóbal Colón de 1519

El tercer viaje de Cristóbal Colón (salida de Sanlúcar de Barrameda, 30 de mayo de 1498 – llegada a Cádiz, 25 de noviembre de 1500) fue una expedición transoceánica comandada por Cristóbal Colón que tuvo como objetivo continuar la exploración de las nuevas tierras en nombre de los reyes de España (los Reyes Católicos). En esta expedición visitó la costa norte de la actual Venezuela.

## Antecedentes del viaje
En 1492 Cristóbal Colón emprendió, a cargo de los Reyes Católicos, una expedición para llegar            a la India navegando hacia el oeste, descubriendo entonces la región insular del Caribe. En las Capitulaciones de Santa Fe, firmadas con los reyes, a Colón se le otorgaban títulos de gobierno y privilegios sobre las tierras a las que arribase. Cuando llegó a América, Colón pensó encontrarse en algún lugar de Asia próximo a la India, a pesar de no encontrar especias ni otras riquezas de Oriente. En su segundo viaje, en 1493, Cristóbal Colón puso en marcha su gobierno en las islas descubiertas, sobre todo en la isla de La Española, y realizó diversos viajes de exploración por el Caribe, sin lograr encontrar el continente.
En su segundo viaje, Colón fundó la ciudad de La Isabela en la costa norte de la isla y los españoles fundaron además el fuerte de Santo Tomás. Tuvo lugar además la batalla de la Vega Real, donde los indígenas de la isla se sometieron al poder español. En 1494, en el contexto también de su segundo viaje, Colón decidió construir la ciudad de Concepción de la Vega en el interior, que tuvo como objetivo la extracción de oro de la zona.

## Tercer viaje
El 6 de febrero de 1498 partieron de Sanlúcar de Barrameda dos carabelas, al mando de Pedro Fernández Coronel, con provisiones y al menos 55 soldados para La Española.
Colón partió desde el mismo puerto de Sanlúcar el 30 de mayo de 1498 con otros ocho navíos: Santa Cruz, Santa Clara, Castilla, Mabel, La Rábida, Santa María de Guía, Gaza y Vaqueña. Dicha flota contaba con una tripulación de 226 personas.
Colón navegó con su flota hacia el sur, hasta Madeira por un camino poco frecuente para evitar a una armada francesa que le estaba esperando cerca del Cabo San Vicente. Llegaron a la isla de Porto Santo, donde había vivido con su esposa Felipa Moniz y donde nació su hijo, Diego Colón. Posteriormente se dirigió a la región de Funchal de la isla de Madeira. De ahí partió para llegar, el 19 de junio, al fondeadero de San Sebastián, en la isla canaria de La Gomera.
En las islas Canarias la flota se dividió en dos. Envió seis barcos directamente a la isla de La Española y Colón continuó con tres, dos carabelas y una nao, para atravesar el Atlántico desde más al sur con la idea de que, a su llegada a las Indias, dejase La Española al norte. Con sus barcos, Colón pretendía descubrir una tierra más grande que no fuese una isla, sino tierra firme. Zarpó de La Gomera el 21 de junio de 1498 hacia las islas de Cabo Verde. El 4 de julio izaba velas en la isla de Santiago.
En esta ruta los barcos de Colón sufrieron calma chicha y una ola de calor tan fuerte que nadie deseaba estar bajo cubierta. Este calor duró ocho días, de los cuales el primero fue soleado y los restantes con nubes y lluvia.
Posteriormente, navegó hacia el oeste a la altitud de Sierra Leona, con pronóstico de llegar a tierra para reparar los navíos y rearmarse de víveres. Realizado el camino a las Indias a través del Atlántico, el marino Alonso Pérez avistó tierra el 31 de julio, señalando lo que eran tres montañas de una isla, la isla de Trinidad.

### Colón descubre el continente americano

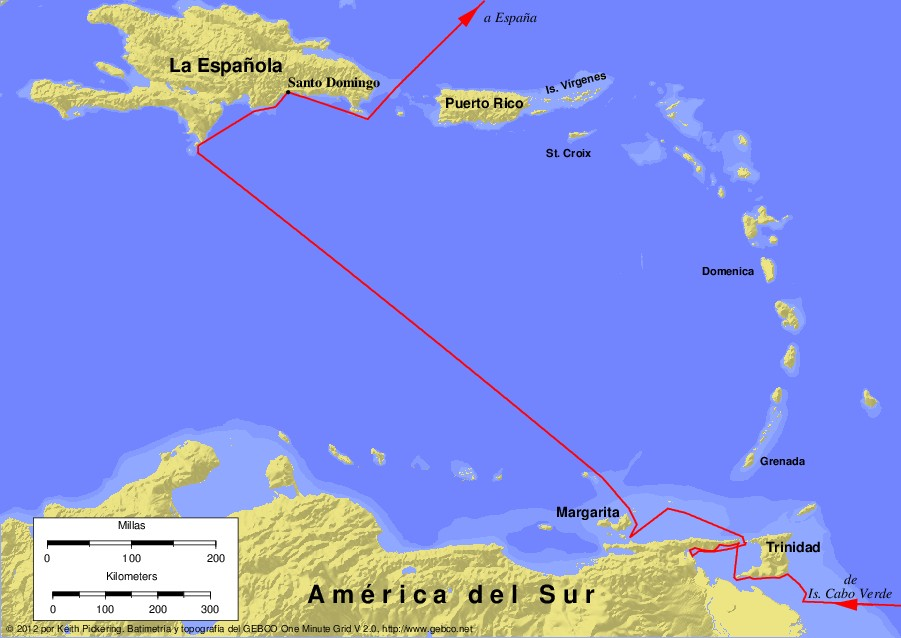
Recorrido del tercer viaje de Colón en América.

Colón había llegado al noreste de la actual Venezuela. Se encontró con un cabo al que llamó cabo de la Galea, y que actualmente se llama cabo Galeote, y una isla cercana a la que bautizó como Trinidad (cerca de la costa continental sudamericana, a la que llamó Tierra de Gracia y que hoy se corresponde con Macuro, en el estado de Sucre, Venezuela). En esa región descubrió casas, indígenas y tierras que consideró muy hermosas y verdes, comparándolas con las huertas de Valencia en agosto de aquel año.
Posteriormente llegó a la Punta del Arenal. De acuerdo con las descripciones de Colón, los indios de esta zona eran más blancos que los indios que había visto en las islas en sus dos anteriores viajes.
A su barco llegó una canoa con 24 indios. Al verlos llegar Colón pensó en hacer sonar un tambor y poner a varios chicos de la tripulación a bailar, pensando que los indios mostrarían interés en la fiesta, pero al verlos así comenzaron a lanzarles flechas. Colón mandó sacar una ballesta y entonces les dejaron en paz, yéndose a otra carabela donde se le dio como regalo al que parecía el principal indio de la canoa un sayo y un bonete, en señal de concordia para que hablara de ello con los indios en la playa.
Navegando por el sur de Trinidad cerca de la Boca de Serpientes, se aproximó al delta del río Orinoco comparando la fuerza del agua en su desembocadura con la fuerza del río Guadalquivir en tiempo de crecidas. Una noche, cerca de la desembocadura, se aproximó una ola del tamaño del barco que casi tumba la nave de Colón. Entre los lugares que recorrió en esta zona está Boca Grande.
Recorrió la costa del golfo de Paria y logró conseguir algunas perlas. Colón tuvo ocasión de probar un vino que realizaban los indígenas de la zona que no era de uvas, y que él sospechaba que hacían de otras frutas o de maíz. El maíz era un producto que solamente existía en América y fue llevado a España por Colón en sus viajes.
Pisó Macuro, ya tierra firme, el 3 de agosto, estando allí 12 días y entablando buenas relaciones con los indígenas. Una de las cosas que más llamó la atención a Colón fue que el agua dulce siempre vencía en esas zonas, y esto es debido a la desembocadura de un río caudaloso, que solamente puede provenir de tierra firme.
Después de recorrer el golfo de Paria, atraviesa la boca del Dragón con rumbo al noroeste y divisó tres islas, dos de ellas pequeñas, bajas y áridas (las actuales Coche y Cubagua), separadas por un canal de una tercera, mayor, cubierta de vegetación y poblada de indígenas que la llamaban Paraguachoa, vocablo que significa según historiadores "peces en abundancia" y según otros "gente de mar".
Colón bautizó la isla con el nombre de La Asunción, por haber sido descubierta en la fecha en la cual se hicieron cristianos. Al año siguiente, en 1499, Pedro Alonso Niño y Cristóbal Guerra la rebautizaron con el nombre de la Margarita debido a la abundancia de perlas encontradas en la región.

### Regreso a La Española
La Española era una isla colonizada por los españoles de la que el mismo almirante Cristóbal Colón fue gobernador. En este momento se encontraba al mando de la isla su hermano, Bartolomé Colón. La capital de la isla era Santo Domingo, una ciudad que se había fundado en la costa sur de la isla.
Desde la isla de Margarita navegó hacia el norte rumbo a la isla de La Española y desembarca en Santo Domingo. Allí, un grupo de españoles, encabezados por el alcalde mayor Francisco Roldán se habían rebelado contra la autoridad de Bartolomé Colón y se habían replegado hacia el interior. Los rebelados argumentaban una decepción con respecto a las riquezas que se les había prometido encontrar en el Nuevo Mundo, ya que el poco oro encontrado no satisfacía todas las expectativas lanzadas por Cristóbal Colón, y por las duras condiciones de gobierno de Bartolomé Colón. Roldán había conseguido el apoyo de algunos indios prometiéndoles eximirles del pago de tributos en oro, que recogían de los ríos, y en 1498 también había logrado el apoyo de la mitad de los españoles y de todas las villas y fortalezas de isla de La Española menos La Vega y La Isabela. Una vez en Santo Domingo, Cristóbal Colón intentó negociar con los alzados, cediendo a dejar usar a los indígenas como servicio personal. En la negociación de Colón con los rebeldes de agosto de 1499 se amnistiaba a todos los que se habían rebelado, y se les permitía volver a España cuando lo desearan y a unirse con las taínas y se les pagó los salarios que no hubieran cobrado de los dos últimos años, aunque no hubieran trabajado.
También se argumentaron quejas en contra de la forma en que los hermanos Colón manejaban los asuntos administrativos. Por otro lado la isla de La Española, en vez de aportar dinero a las arcas reales, solo demandaba gastos. Todo esto llegó a oídos de los reyes de España, que enviaron al juez pesquisador Francisco de Bobadilla, el cual llegó a Santo Domingo el 23 de agosto de 1500.

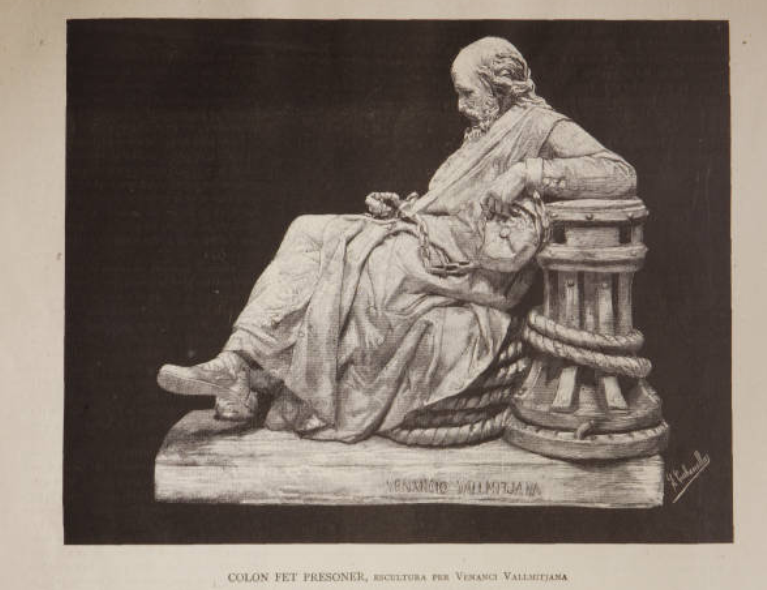
Escultura del de Venancio Vallmitjana representando a Colón encadenado

El juez enviado por los reyes procedió a arrestar a Cristóbal Colón, a su hermano Bartolomé Colón y a su hijo Diego Colón y los embarcó encadenados a España en octubre de 1500. Llegaron a Cádiz, en España, el 25 de noviembre de 1500.
En España, Colón es liberado por Isabel la Católica pero debe renunciar a los derechos otorgados en el Nuevo Mundo. En 1501, se envía como gobernador de la Española a Nicolás de Ovando, para sustituir a Francisco de Bobadilla.

## Relevancia
Colón sacó algunas conclusiones en este viaje sobre la esfericidad de la Tierra que se aproximan a la realidad. La Tierra no es completamente redonda, está achatada por los polos, y Colón sospechaba algo parecido:

Yo siempre creí que la Tierra era esférica; las autoridades y las experiencias de Ptolomeo y todos los demás que han escrito sobre este tema daban y mostraban como ejemplo de ello los eclipses de luna y otras demostraciones que hacen de Oriente a Occidente, como el hecho de la elevación del Polo de Septentrión en Austro.

Mas ahora he visto tanta deformidad que, puesto a pensar en ello, hallo que el mundo no es redondo en la forma que han descrito, sino que tiene forma de una pera que fuese muy redonda, salvo allí donde tiene el pezón o punto más alto; o como una pelota redonda que tuviere puesta en ella como una teta de mujer, en cuya parte es más alta la tierra y más próxima al cielo. Es en esta región, debajo de la línea equinoccial, en el Mar Océano, el fin del Oriente, donde acaban todas las tierras e islas...
Carta de Colón a los Reyes Católicos

Colón llegaría el primero, además, al continente americano, que él seguía identificando como algún lugar de Asia, es decir, las Indias, y no como un nuevo continente. Además, Colón descubriría territorios de gran importancia, como la isla de Trinidad, la actual Venezuela y el potencial perlífero de la isla de Margarita.
Juan de la Cosa, cartógrafo de la expedición de Alonso de Ojeda, dibujó el primer mapa de la costa occidental de Venezuela y donde aparece el nombre como tal convirtiéndose en la primera referencia cartográfica donde se señala a Venezuela, localizada entre la península de la Guajira y la península de Paraguaná.
Se considera que durante esta expedición Colón fue el primer europeo en explorar la costa continental de Sudamérica. Sin embargo, la película 1492: La Conquista del Paraíso, de Ridley Scott, estrenada en 1992, niega este hecho y le atribuye el mérito a Américo Vespucio.
Existe un rumor extendido acerca de que Venezuela es llamada así porque Colón la comparó con Venecia, la ciudad de Italia, sin embargo Colón no la comparó con Venecia sino con Valencia, una ciudad y región del levante de España. Otra teoría afirma que habría sido Américo Vespucio quien llamó a esa región Venezziola, que significa "Pequeña Venecia", en una expedición en 1499 en la que iba con la compañía de Alonso de Ojeda, por recordarle a Venecia las chozas nativas de los añú, que estaban construidas sobre pilares a lo largo de las costas del lago Maracaibo.